# Edynburg Waverley
Edynburg Waverley – największa stacja kolejowa w Edynburgu, stolicy Szkocji. Zajmuje obszar 10 hektarów, posiada 6 peronów i obsługuje ponad 15 mln pasażerów rocznie. Jest drugą (po Glasgow Central Station) pod względem liczby pasażerów stacją kolejową w Szkocji.